# Луцилла
Аннія Аврелія Галерія Луцилла (лат. Annia Aurelia Galeria Lucilla; 7 березня 150, Рим — 182) — дочка римського імператора Марка Аврелія та дружина його співправителя, імператора Луція Вера.

## Біографія
Походила з династії Авреліїв Антонінів. Донька Марка Аврелія, імператора у 161—180 роках, та Аннії Галерії Фаустіни Молодшої.
У 164 батько одружив її із своїм співправителем Луцієм Аврелієм Вером. Весілля відбулося в місті Ефес у Малій Азії з огляду на те, що Вер формально очолював римські війська у війні з Парфією. Разом з цим Луцилла отримала титул Августи. У цьому шлюбі вона народила, за одними даними, лише доньку, за іншими — трьох дітей.
Після укладання миру в 166 році Луцилла разом із чоловіком повертається до Риму. Втім, вже у 168 році супроводжувала Луція Вера на війну з германськими племенами маркоманів та квадів. Під час цього походу чоловік Луцилли загинув. В цьому ж році, попри супротив з боку самої Луцилли та її матері, Марк Аврелій одружив її з одним зі своїх найталановитіших військовиків — Клавдієм Помпеяном. В цьому шлюбі Луцилла народила сина.

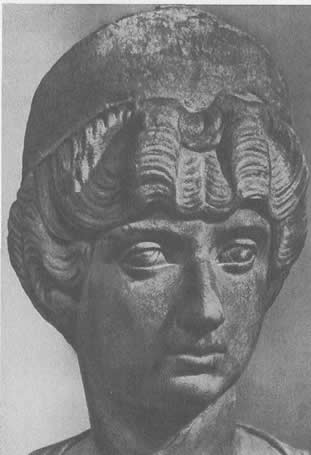
Луцилла

Після смерті свого батька у 180 році Аннія Луцилла зберегла усі свої привілеї та звання, навіть при своєму братові імператорі Коммоді. Втім, незабаром той одружився з Криспіною, яка поступово відтіснила Луциллу на задній план. Ображена цим Аннія Луцилла влаштувала змову проти імператора. Для цього привернула на свій бік родича Марка Уммідія Квадрата Анніана та Помпеяна, які погодилися вбити Коммода. Але змова не вдалася — усі змовники загинули, а Луциллу було заслано на острів Капрі, після чого за наказом Коммода вбито.

## Родина
Перший чоловік: Луцій Вер — імператор у 161—169 роках
Діти:
- Аврелія Луцилла
- Луцій Вер
- Плавція

Другий чоловік — Тиберій Клавдій Помпеян
Діти:
- Тиберій Клавдій Помпеян Квінціан.

## В культурі
В фільмах Гладіатор і Гладіатор II роль Люцилли виконала Конні Нільсен.